# پیتر هجز
پیتر هجز (انگلیسی: Peter Hedges؛ زادهٔ ۶ ژوئیهٔ ۱۹۶۲) رمان‌نویس، نمایش‌نامه‌نویس، فیلم‌نامه‌نویس و کارگردان اهل ایالات متحده آمریکا است.

## فیلم‌شناسی
- چه چیزی گیلبرت گریپ را آزار می‌دهد (۱۹۹۳) (نویسنده)
- نقشه‌ای از جهان (۱۹۹۹) (نویسنده فیلم‌نامه)
- درباره یک پسر (۲۰۰۲) (نویسنده فیلم‌نامه)
- تکه‌های آوریل (۲۰۰۳) (نویسنده و کارگردان)
- دن در زندگی واقعی (۲۰۰۷) (نویسنده و کارگردان)
- زندگی عجیب تیموتی گرین (۲۰۱۲) (نویسنده و کارگردان)
- بن برگشته (۲۰۱۸) (نویسنده و کارگردان)